# Riva Aquariva
Pour les articles homonymes, voir Riva.
Un Riva Aquariva est un modèle de bateau runabout de plaisance de prestige, des années 2000, du constructeur de yacht italien Riva,,.

## Histoire

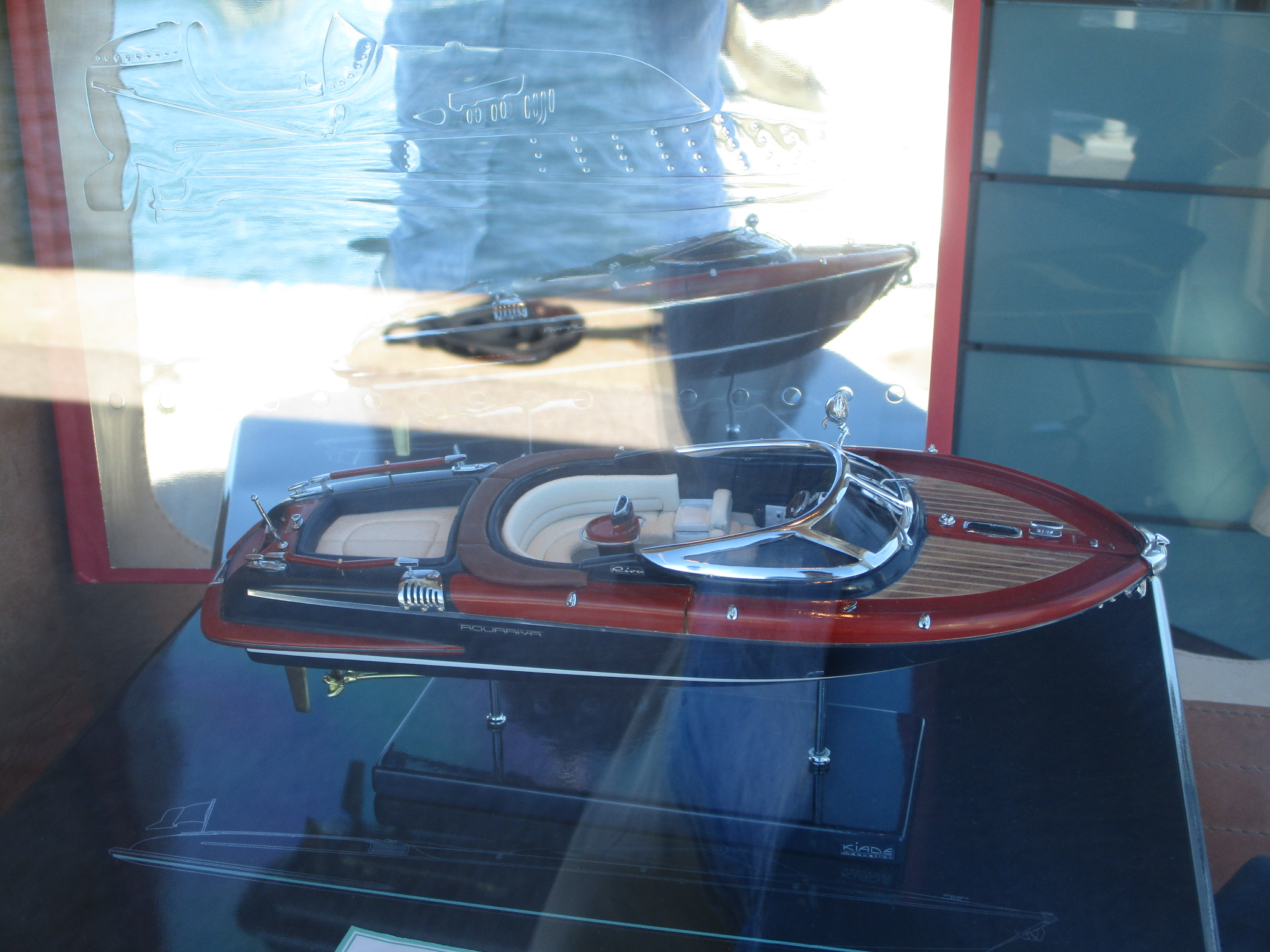
Modèle réduit

La marque de bateau runabout de prestige Riva est fondée en 1950, par Carlo Riva, à Sarnico, au bord du lac d'Iseo. 
Ce modèle néo-rétro de 10 m de long (33 pieds) des années 2000, est entre autres héritier des modèles de prestige Riva Aquarama de la marque, des années 1960, avec coque en fibre de verre, bois d'acajou verni, chromes, cuirs, cabine, et solarium,,. 
Il est propulsé par deux moteurs 6 cylindres ou deux moteurs V8 marins de plus de 700 ch, pour 41 nœuds de vitesse de pointe,,. 

## Modèles
- Riva Aquariva 33
- Riva Aquariva 33 Super
- Riva Aquariva Gucci
- Riva Aquariva Marc Newson[11]